# Because You’re Mine
Because You’re Mine ist ein Song, der von Nikolaus Brodszky (Musik) und Sammy Cahn (Text) geschrieben und 1952 veröffentlicht wurde.
Brodszky und Cahn schrieben eine Reihe von Filmsongs für Mario Lanza, wie Be My Love, Wonder Why, Serenade und My Destiny. Because You’re Mine entstand für den Film Mein Herz singt nur für Dich (Because You’re Mine, 1952, Regie: Alexander Hall). Im Film wurde der Song von Mario Lanza vorgestellt. Mario Lanza 78er-Veröffentlichung von Because You’re Mine/The Song Angels Sing (His Master’s Voice, DA 2017) wurde in den Vereinigten Staaten ein großer Erfolg. Das Lied erhielt darauf eine Oscar-Nominierung in der Kategorie Bester Song.

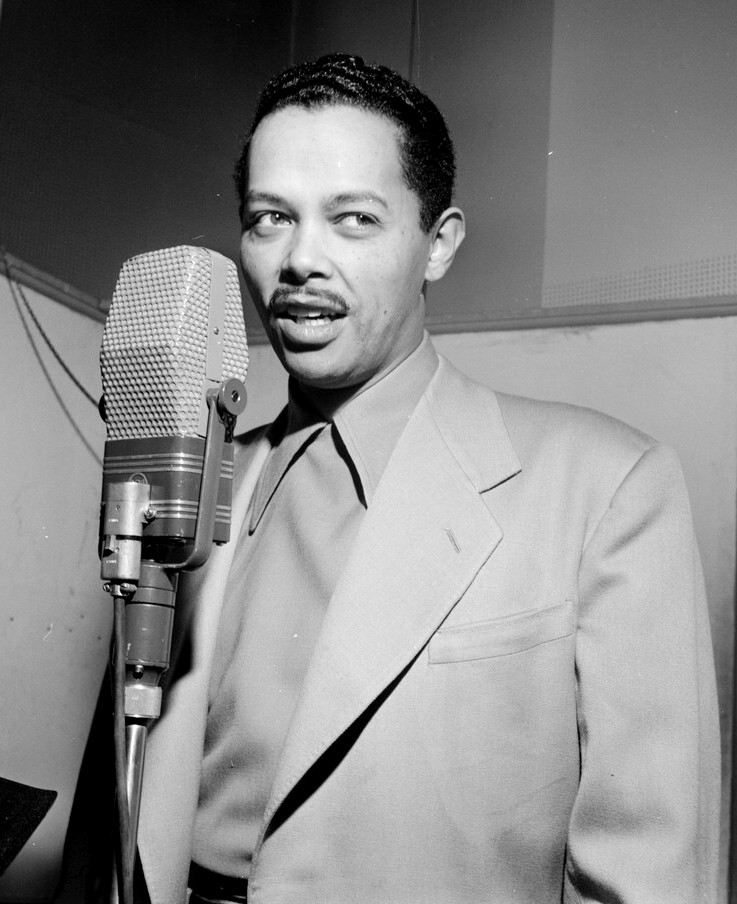
Billy Eckstine, um 1947
Foto: William P. Gottlieb

Das Lied beginnt mit den Zeilen Because you’re mine / The brightest star I see / Looks down, my love and envies me
Because You’re Mine wurde in den 1950er-Jahren in den USA von zahlreichen Musikern gecovert, u. a. von Billy Eckstine/Nelson Riddle, Dinah Washington/Quincy Jones, Guy Lombardo, Keely Smith, Nat King Cole und Carmen McRae, später u. a. auch von Monty Alexander (1987) und Ralph Sharon (1994).